# Eva-Lis Wuorio
Eva-Lis Wuorio, née le 12 novembre 1918 à Viipuri (ville aujourd'hui nommée Vyborg depuis son annexion par la Russie en 1940), dans la province de Viipuri, et décédée en 1988 à Ruovesi, dans la région du Pirkanmaa, en Finlande, est une romancière canadienne d’origine finlandaise, auteur de roman d'espionnage et de littérature d'enfance et de jeunesse.

## Biographie
Elle naît à Viipuri en Finlande. Elle émigre avec sa famille à Toronto au Canada en 1929. Elle effectue sa scolarité dans cette ville et obtient la nationalité canadienne en 1935.
Devenue journaliste, elle travaille pour le Toronto Evening Telegram (en) et le Globe and Mail, avant d'être nommée éditrice pour le périodique Maclean's. Elle effectue également des reportages en Europe et en Afrique du Nord. Elle a vécu un temps à Ibiza, puis à Jersey dans les Îles Anglo-Normandes.
Elle débute comme romancière en 1955. Elle publie alors de nombreux ouvrages de littérature d'enfance et de jeunesse, puis quelques romans d’espionnages proche du roman policier. Seul l’un de ces romans, The Woman with the Portuguese Basket, a été traduit en France sous le titre La Femme au panier portugais, en 1965, dans la collection L'Aventure criminelle.
Elle retourne en Finlande dans les dernières années de sa vie et décède en 1988 à Ruovesi.

## Œuvre

### Romans
- The Woman with the Portuguese Basket (1963) Publié en français sous le titre La Femme au panier portugais, traduction de Jacques Brécard, Paris, Fayard, coll. L'Aventure criminelle no 195, 1965.
- Z for Zaborra ou The Terror Factor(1965)
- October Treasure (1966)
- Midsummer Lokki ou Explosion! (1966)
- Venture at Midsummer (1967)
- Forbidden Adventure (1967)
- Save Alice! (1968)
- Code: Polonaise (1971)
- To Fight in Silence (1973)
- Escape If You Can: 13 Tales of the Preternatural (1977)
- Detour to Danger (1981)

### Ouvrages de littérature d'enfance et de jeunesse
- Return of the Viking (illustration de William Winter, 1955)
- The Canadian Twins (illustration de Biro (en), 1956)
- The Island of Fish in the Trees (illustration d’Edward Ardizzone (en), 1962)
- The Land of Right Up and Down (illustration d’Edward Ardizzone, 1964)
- Tal and the Magic Barruget (illustration de Bettina Bauer Ehrlich, 1965)
- Kali and the Golden Mirror (illustration d’Edward Ardizzone, 1967)
- The Happiness Flower, (illustration de Don Bolognese, 1969)
- The Singing Canoe (illustration d’Irving Boker, 1969)

## Source
- David Skene-Melvin, Investigating Women, Female Detectives by Canadian Writers, An Ecletic Sampler, Dundurn, 2013, p. 16.